# Аль-Фараби (Жетысайский район)
Аль-Фараби (каз. Әл Фараби) — село в Жетысайском районе Туркестанской области Казахстана. Административный центр Жылысуского сельского округа. Код КАТО — 514457100.

## Население
В 1999 году население села составляло 836 человек (446 мужчин и 390 женщин). По данным переписи 2009 года, в селе проживало 1237 человек (613 мужчин и 624 женщины).